# Maximiliano San Martín
Maximiliano San Martín Rodríguez (Punta del Este, Maldonado, Uruguay; 28 de mayo de 1998), conocido como Maximiliano San Martín, es un futbolista uruguayo que juega como delantero. Actualmente milita en el Club Atlético Atenas de la Segunda División Profesional de Uruguay.

## Trayectoria
El 15 de setiembre del 2014, con 16 años, 3 meses y 18 días, debutó como profesional en el primer equipo del Deportivo Maldonado, ingresó al minuto 83 para enfrentar a Rocha, pero perdieron 1 a 0.

## Selección nacional
En el 2014, fue parte del proceso de la Selección Sub-17 de Uruguay conducida por Santiago Ostolaza.
Debutó con la Celeste el 18 de diciembre ante la selección de fútbol de Lavalleja, en el Estadio Lavalleja de Minas, ingresó en el transcurso del partido y convirtió un gol, pero perdieron 3 a 2. Luego no tuvo más oportunidades.

## Estadísticas
Actualizado al 14 de noviembre de 2015.
| Club                          | Div.          | Temporada     | Liga  | Liga  | Copas nacionales | Copas nacionales | Torneos internacionales | Torneos internacionales | Total | Total |
| Club                          | Div.          | Temporada     | Part. | Goles | Part.            | Goles            | Part.                   | Goles                   | Part. | Goles |
| ----------------------------- | ------------- | ------------- | ----- | ----- | ---------------- | ---------------- | ----------------------- | ----------------------- | ----- | ----- |
| Deportivo Maldonado · Uruguay | 2ª            | 2014/15       | 7     | 0     | -                | -                | -                       | -                       | 7     | 0     |
| Deportivo Maldonado · Uruguay | 2ª            | 2015/16       | 1     | 0     | -                | -                | -                       | -                       | 1     | 0     |
| Deportivo Maldonado · Uruguay | 2ª            | 2016          | 0     | 0     | -                | -                | -                       | -                       | 0     | 0     |
| Deportivo Maldonado · Uruguay | Total club    | Total club    | 8     | 0     | 0                | 0                | 0                       | 0                       | 8     | 0     |
| Total carrera                 | Total carrera | Total carrera | 8     | 0     | 0                | 0                | 0                       | 0                       | 8     | 0     |